# マクドナルドハウス
マクドナルドハウス（英:MacDonald House）は、シンガポールの歴史的建造物であり、セントラルエリア内の博物館計画エリアのオーチャードロードにある。東南アジアで最初に全館空調を設置された建物だった。イスタナ（大統領官邸）からほど近い場所にあり、外装がレンガ作りのオフィスビル。
当初はHSBC銀行向けとして建設され、現在も他の銀行として利用されている。
建物は1949年に建てられ、建築事務所パーマーアンドターナー社のReginal Eyreによって設計された。名称は、当時のマラヤ総督マルコム・マクドナルドにちなんで名付けられた。当時は珍しい高層ビルの一つとしてオーチャードロードに建設され、マクドナルドハウスには、主にイギリス、アメリカ、オーストラリアの企業が入居していた。また、地元バンド「pop yeh-yeh」が使用したEMIのレコーディングスタジオもあった。2000年代初頭に建物が空になる前は、HSBCも入居していた。
1965年3月10日、マクドナルドハウス爆撃として知られる事件が発生した。3人のインドネシアの妨害工作員がビルの中二階に爆弾を置き、3人を殺害し、33人を負傷させた。
これは、マレーシア連邦を形成するためのシンガポール、マラヤ、サバ、サラワクの合併に対するスカルノ大統領の反対姿勢を支持するインドネシア対立中のシンガポールでの多数のテロ攻撃の1つだった。
爆撃当時、この建物にはオーストラリア高等弁務官と日本領事館もあった。
何年にもわたって空いたままだった建物は、2002年4月5日に入札が行われ、10階以上の78,600平方フィート (7,300 m2)を売却。売却が行われている間、建物は2003年2月10日に国定記念物として公告され、外壁は保護された。落札者のTinifiaInvestment社は、2003年に3600万シンガポールドルで落札した（永久所有権）。同社はビルを閉鎖し、1200万シンガポールドルを投じて大規模な内装全面改修を行い、天井、床、ロビー、エレベーターのアップグレード、また追加で30台分の機械式駐車システムを導入した。
ビルは2005年4月にリニューアルオープンした。マッキャンワールドグループは5階から8階に入居し、ビューティー/スパ業を経営するのエクスプレッションズインターナショナル社は最上階の2階に入居した。シティバンクシンガポールは旗艦店舗であるオーチャードロードブランチを2005年6月23日にオープンし、ビルの一階から4階に入居（37,000平方フィート (3,400 m2)）、アジア最大のウェルスマネジメントセンターとなる 。

## 建築
パーマーとターナーは上海、および香港経由で1939年にジョホールバルに来て、翌年の1940年にシンガポールに来た。この会社は、第二次世界大戦直後にシンガポールのPOGWakeham大佐によってシンガポールに設立された。それはおそらく東南アジアで最も長く確立された建設会社の一つである。
マクドナルドハウスは、シンガポールでパーマーアンドターナーが最初に建てた建物の1つで、香港上海銀行のために建てられた。戦後初の大型オフィスビルだった。
建物はネオジョージアン様式で建てられた。鉄筋コンクリートの構造であり、外装は上質な明るい色のレンガを使用、シンガポールのダウンタウンで最後の主要な建物である。
東南アジアで最初に全館空調を設置した建物だった。 地上一階の銀行ホールに加えて、2階から最上階までは職員宿舎として使用されていた。
ビルには吹抜けが設置されており、天井からビル内部のオフィスに自然光が入るよう設計されている。銀行のホール部の天井に6つの天窓があり、日中は人工照明を使用しなくても光が差し込むよう考えられている。